# Misje dyplomatyczne Gwatemali

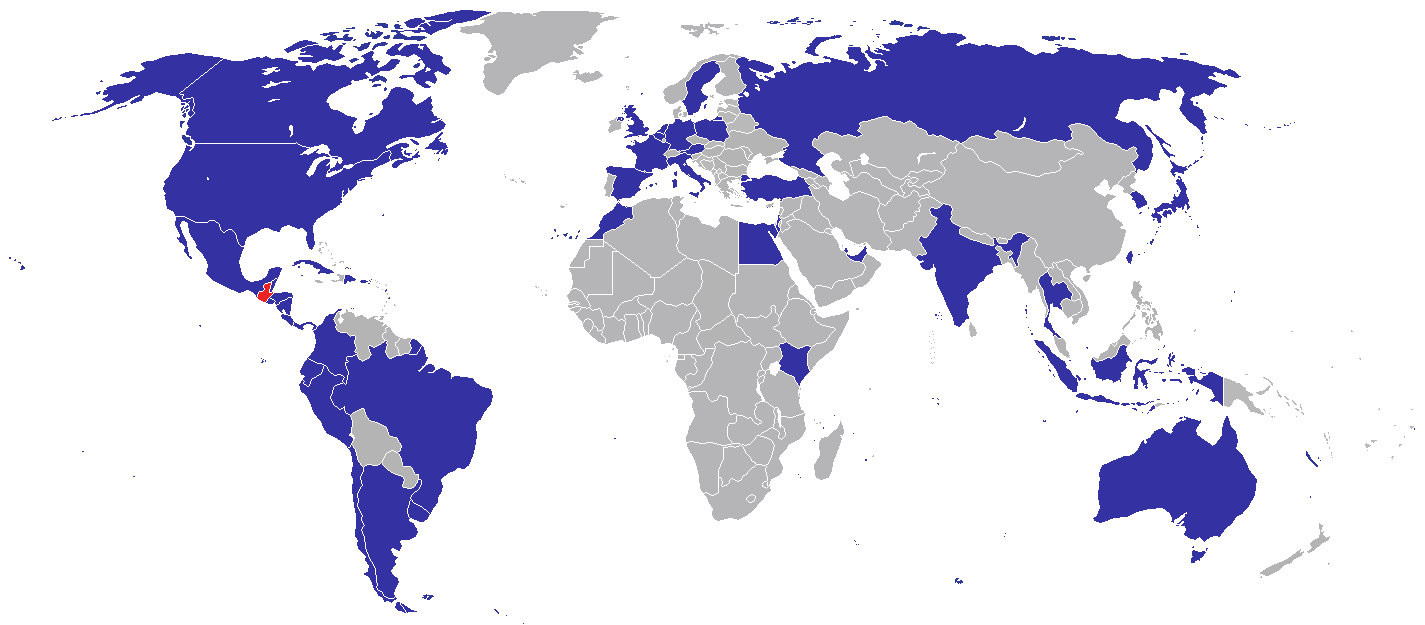
Kraje, w których Republika Gwatemali ma swoje przedstawicielstwa dyplomatyczne

Misje dyplomatyczne Gwatemali – przedstawicielstwa dyplomatyczne Republiki Gwatemali przy innych państwach i organizacjach międzynarodowych. Poniższa lista zawiera wykaz obecnych ambasad i konsulatów zawodowych. Nie uwzględniono konsulatów honorowych.

## Europa

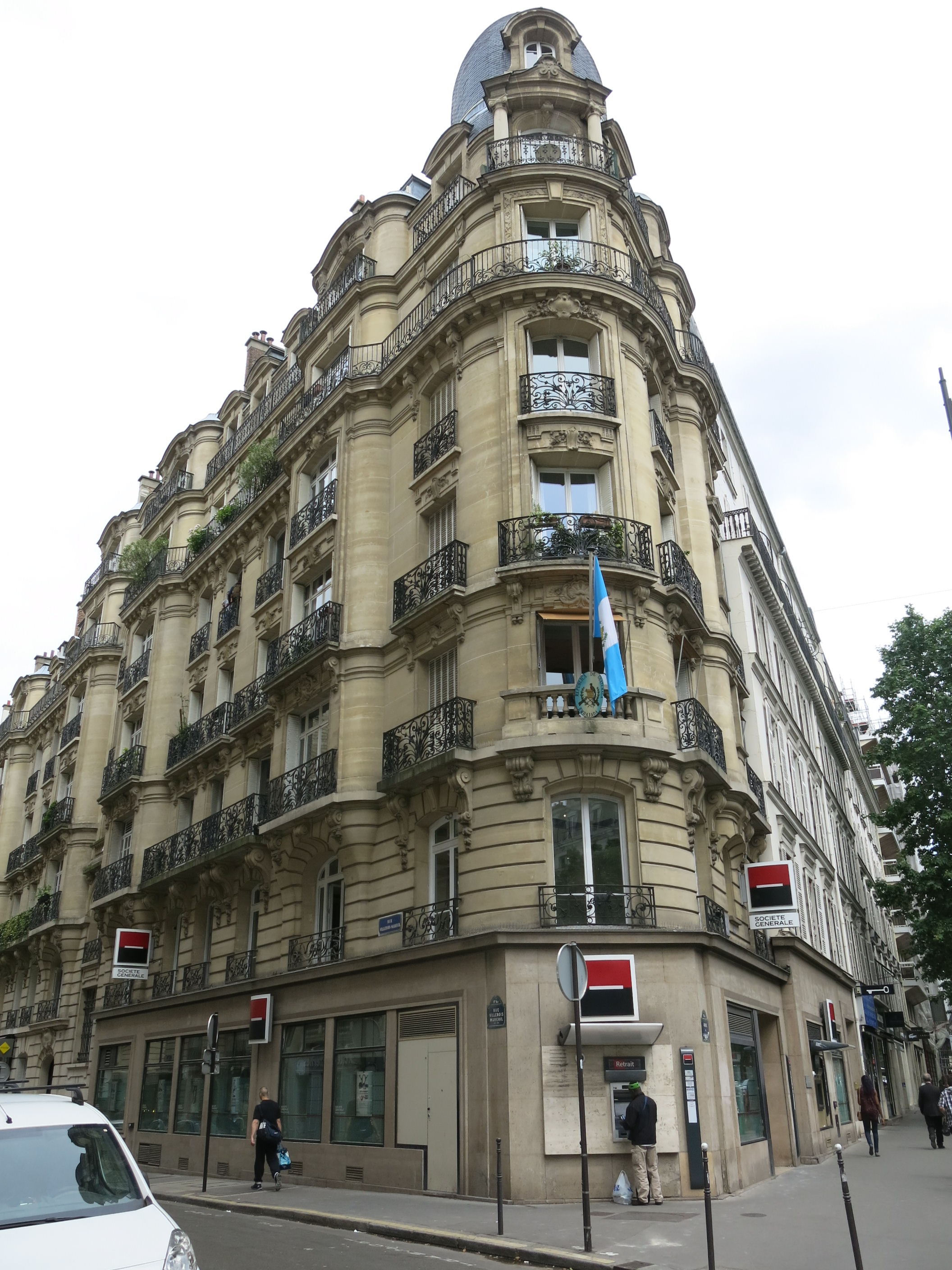
Ambasada Gwatemali w Paryżu

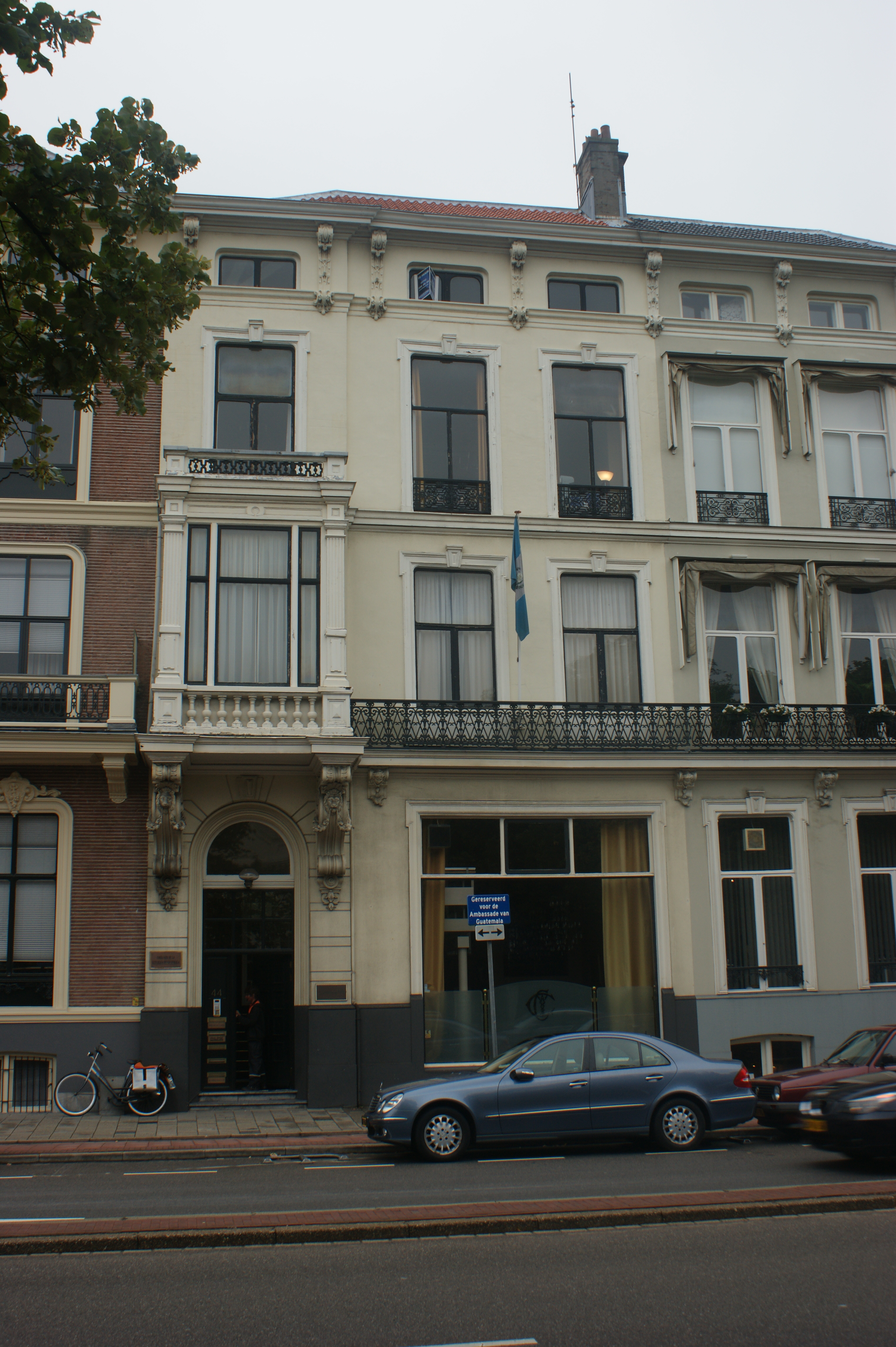
Ambasada Gwatemali w Hadze

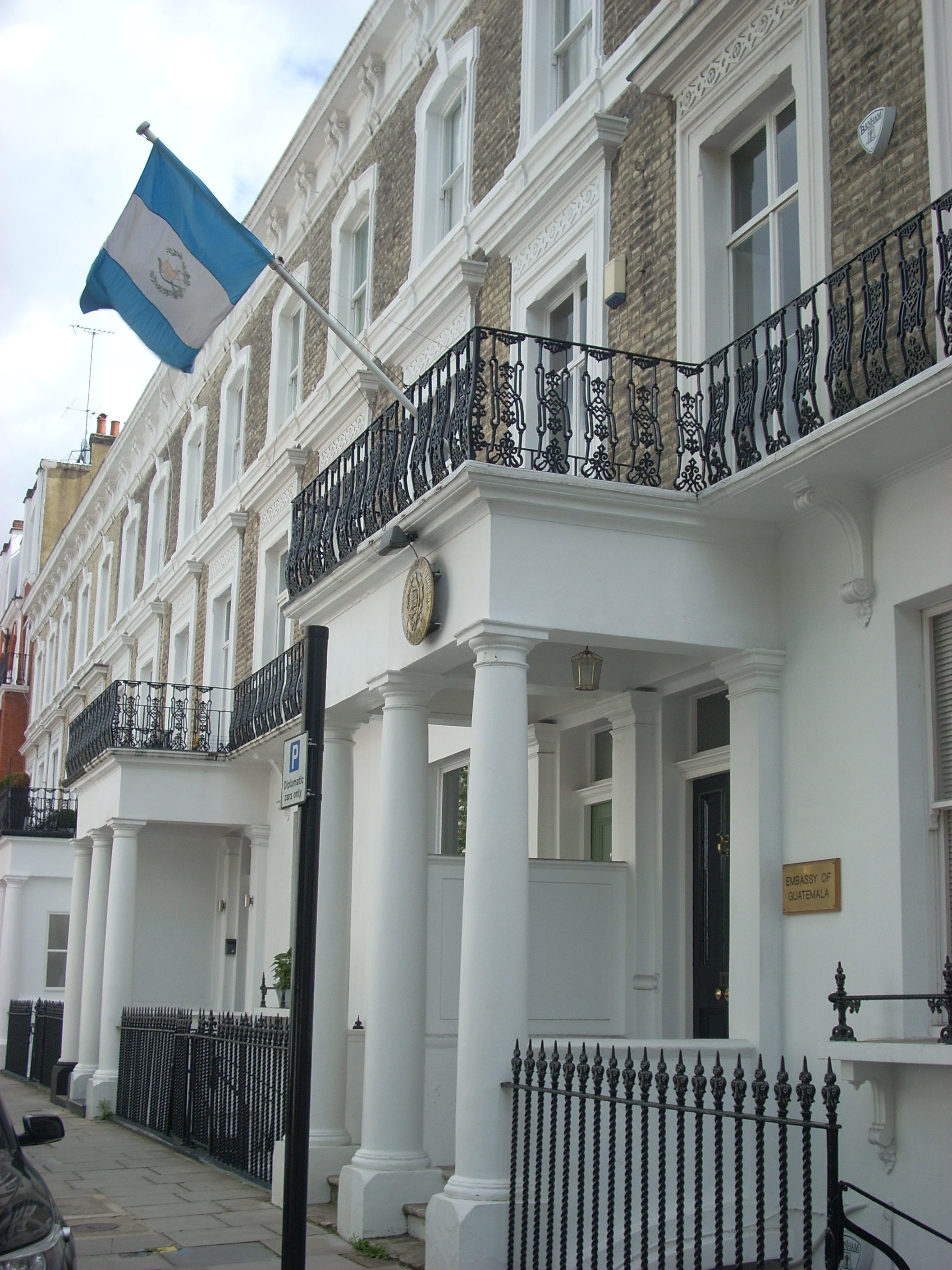
Ambasada Gwatemali w Londynie

- Austria
  - Wiedeń (ambasada)
- Belgia
  - Bruksela (ambasada)
- Francja
  - Paryż (ambasada)
- Hiszpania
  - Madryt (ambasada)
- Holandia
  - Haga (ambasada)
- Niemcy
  - Berlin (ambasada)
- Polska
  - Warszawa (ambasada)[1]
- Rosja
  - Moskwa (ambasada)
- Stolica Apostolska
  - Rzym (ambasada)
- Szwajcaria
  - Berno (ambasada)
- Szwecja
  - Sztokholm (ambasada)
- Turcja
  - Ankara (ambasada)
- Wielka Brytania
  - Londyn (ambasada)
- Włochy
  - Rzym (ambasada)

## Ameryka Północna, Środkowa i Karaiby
- Belize
  - Belize City (ambasada)

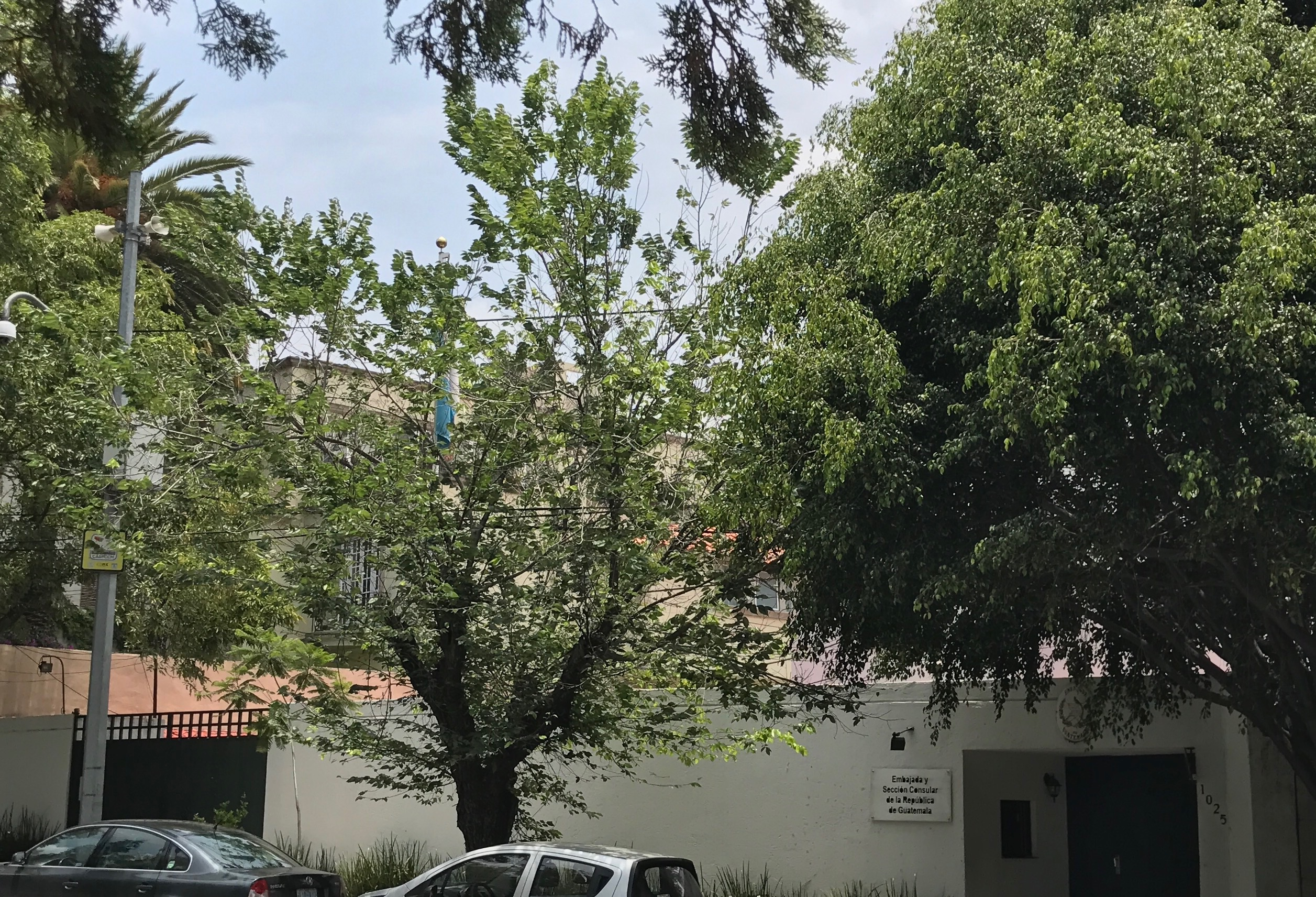
Ambasada Gwatemali w Meksyku

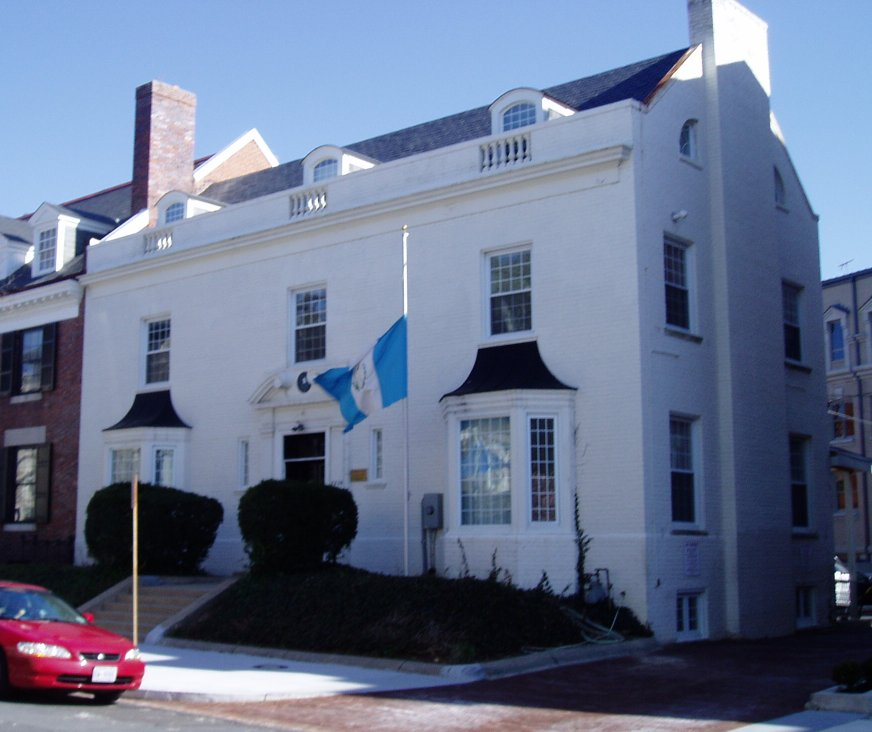
Ambasada Gwatemali w Waszyngtonie

  - Benque Viejo (konsulat generalny)
- Dominikana
  - Santo Domingo (ambasada)
- Honduras
  - Tegucigalpa (ambasada)
  - San Pedro Sula (konsulat)
- Kanada
  - Ottawa (ambasada)
  - Montreal (konsulat generalny)
- Kostaryka
  - San José (ambasada)
- Kuba
  - Hawana (ambasada)
- Meksyk
  - Meksyk (ambasada)
  - Oaxaca de Juárez (konsulat generalny)
  - Monterrey (konsulat generalny)
  - Tenosique de Pino Suárez (konsulat generalny)
  - Tijuana (konsulat generalny)
  - Tuxtla Gutiérrez (konsulat generalny)
  - Acayucan (konsulat)
  - Comitán de Domínguez (konsulat)
  - Ciudad Hidalgo (konsulat)
  - Tapachula (konsulat)
  - Arriaga (agencja konsularna)
- Nikaragua
  - Managua (ambasada)
- Panama
  - Panama (ambasada)
- Salwador
  - San Salvador (ambasada)
- Stany Zjednoczone
  - Waszyngton (ambasada)
  - Atlanta (konsulat generalny)
  - Chicago (konsulat generalny)
  - Denver (konsulat generalny)
  - Houston (konsulat generalny)
  - Los Angeles (konsulat generalny)
  - Miami (konsulat generalny)
  - Nowy Jork (konsulat generalny)
  - Oklahoma City (konsulat generalny)
  - Phoenix (konsulat generalny)
  - Providence (konsulat generalny)
  - Raleigh (konsulat generalny)
  - San Francisco (konsulat generalny)
  - Seattle (konsulat generalny)
  - Silver Spring (konsulat generalny)
  - Del Rio (konsulat)
  - Lake Worth (konsulat)
  - McAllen (konsulat)
  - San Bernardino (konsulat)
  - Tucson (konsulat)
- Trynidad i Tobago
  - Port-of-Spain (ambasada)

## Ameryka Południowa

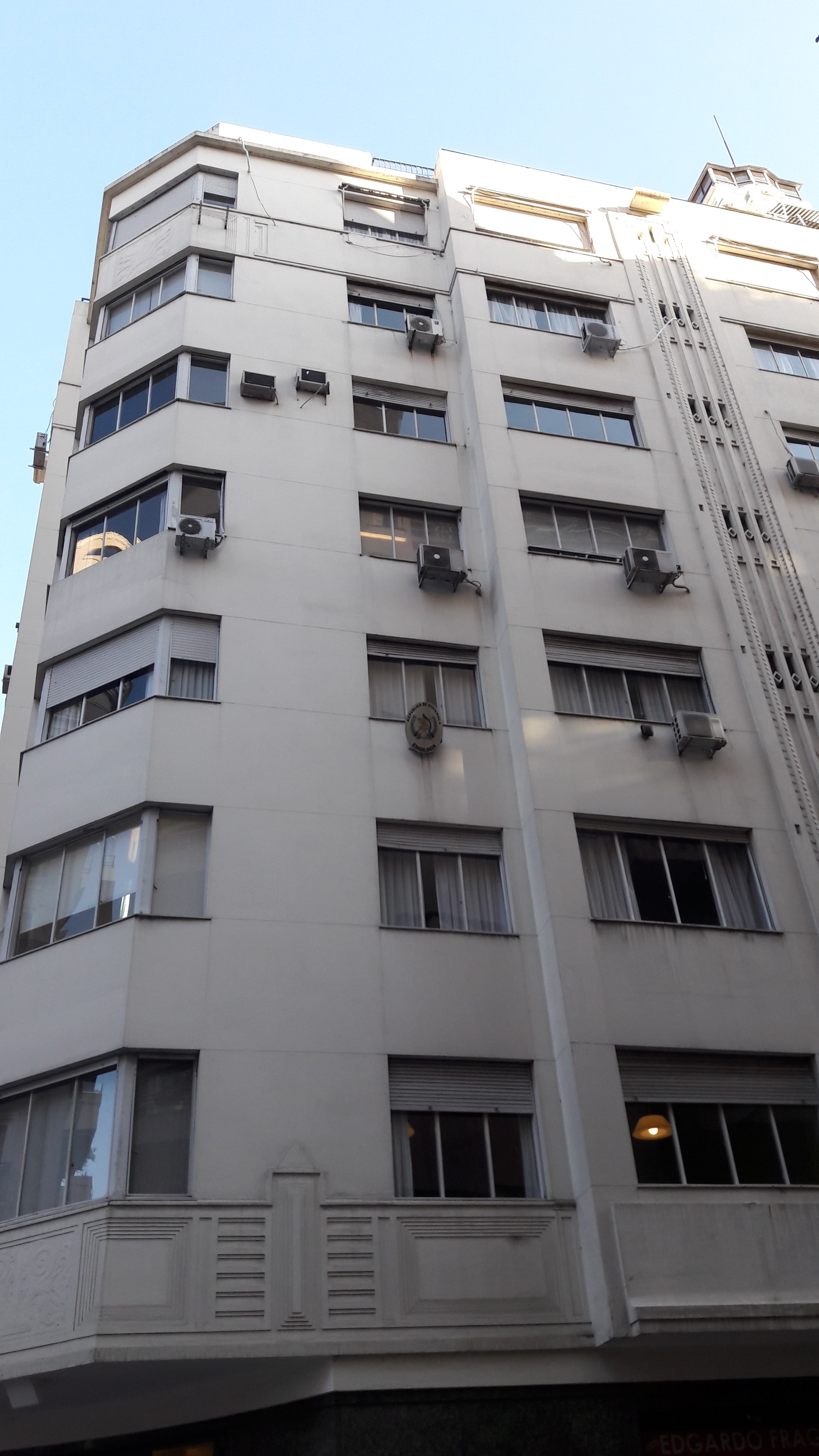
Ambasada Gwatemali w Buenos Aires

- Argentyna
  - Buenos Aires (ambasada)
- Brazylia
  - Brasília (ambasada)
- Chile
  - Santiago (ambasada)
- Ekwador
  - Quito (ambasada)
- Kolumbia
  - Bogota (ambasada)
- Peru
  - Lima (ambasada)
- Urugwaj
  - Montevideo (ambasada)
- Wenezuela
  - Caracas (ambasada)

## Afryka
- Egipt
  - Kair (Ambasada)
- Maroko
  - Rabat (Ambasada)

## Azja

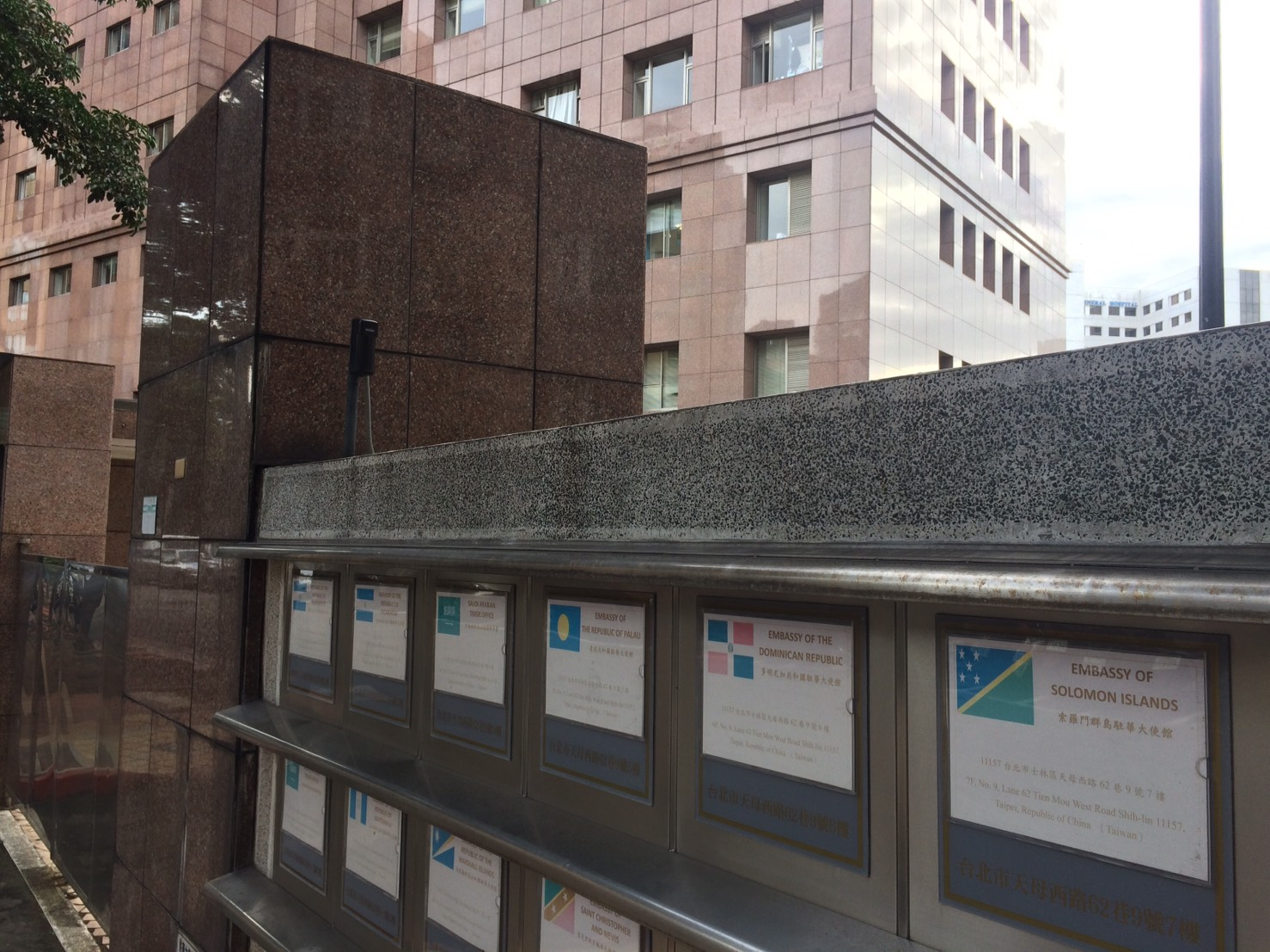
Ambasada Gwatemali w Tajpej

- Republika Chińska
  - Tajpej (ambasada)
- Indie
  - Nowe Delhi (ambasada)
- Indonezja
  - Dżakarta (ambasada)
- Izrael
  - Tel Awiw-Jafa (ambasada)
- Japonia
  - Tokio (ambasada)
- Korea Południowa
  - Seul (ambasada)
- Tajlandia
  - Bangkok (ambasada)
- Zjednoczone Emiraty Arabskie
  - Abu Zabi (ambasada)

## Australia i Oceania
- Australia
  - Canberra (Ambasada)

## Organizacje międzynarodowe
- Nowy Jork - Stałe Przedstawicielstwo przy Organizacji Narodów Zjednoczonych
- Genewa - Stałe Przedstawicielstwo przy Biurze Narodów Zjednoczonych i innych organizacjach
- Waszyngton - Stałe Przedstawicielstwo przy Organizacji Państw Amerykańskich